# Mięsień trójgłowy łydki
Mięsień trójgłowy łydki (łac. musculus triceps surae) – w anatomii człowieka wspólne określenie na dwa mięśnie warstwy powierzchownej grupy tylnej mięśni goleni: mięsień brzuchaty łydki i mięsień płaszczkowaty. Mięśnie te mają osobne przyczepy początkowe, kończą się natomiast wspólnie na kości piętowej, tworząc ścięgno piętowe (Achillesa). Ich funkcją jest zginanie podeszwowe, odwracanie i przywodzenie stopy.